# S字フック

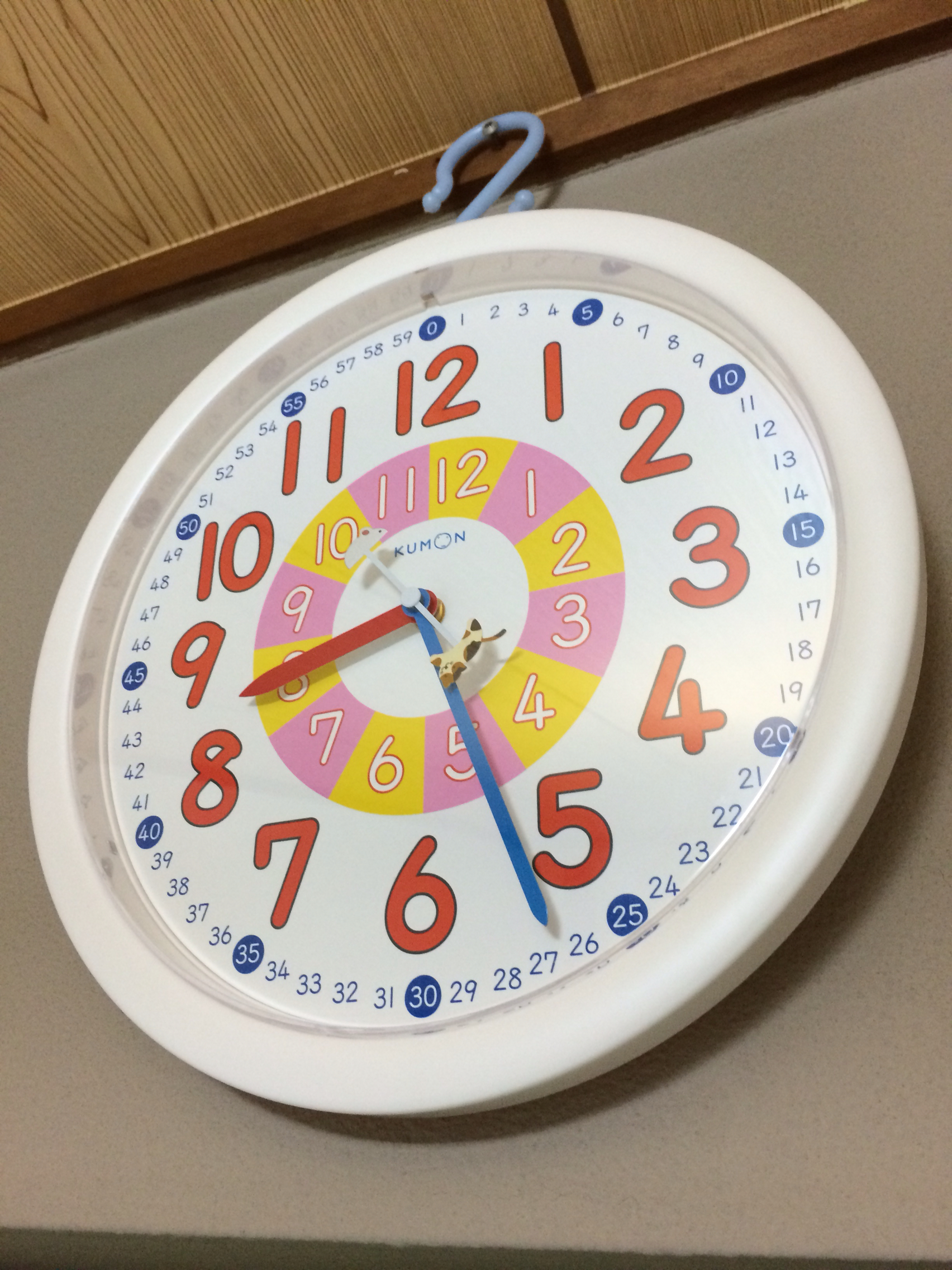
S字フックを使って壁に掛けられた時計

S字フック（エスじフック）とは、細く、「S」の字のような形状をした整理具である。基本的には、まずフックの片方の鉤を、収納・展示する位置に引っ掛け、もう片方の鉤に収納・展示するものをかけるようにして使用される。

## 概要
S字フックは、物を引っ掛けて収納・展示するために使用される。冒頭でも述べたように、フックの片方の鉤を、収納・展示する位置に引っ掛け、もう片方の鉤に収納・展示するものをかけて使用する。
材質、全体の大きさ、両方の鉤の大きさは、想定される使用状況により仕様が異なる場合がある。